# コーナーキューブ
コーナーキューブ（英語：Corner cubes） は、リトロリフレクターの一種であり、光や電波を反射する性質を持った3枚の平面の板を互いに直角に組み合わせ、立方体の頂点型にした装置である。コーナーキューブ・リフレクタとも呼ばれ、英語ではコーナーキューブのほか、キューブ・コーナー（Cube corners）や、コーナー・リフレクター（Corner reflector）とも称される。
平面の板は、光ならば鏡やガラス内面（プリズム）、電波なら金属板である。その内側に入射した光や電波は、平面で1回から3回の反射を繰り返し結果、元来た方向へ帰る。
反射原理により、コーナーキューブ・ミラーやコーナーキューブ・プリズムとも呼ぶ。

## 原理
簡単のため2次元の場合を考える。2枚の鏡を直角に組み合わせる。光が θ の入射角で鏡に入ると同じ角度 θ で出る。すなわち光は 2θ 曲がる。それが2枚目の鏡に入る角度は R －θ（R = π / 2、すなわち直角）で、出る角度も R －θ なので、2R － 2θ 曲がる。合計すると 2θ + 2R － 2θ、すなわち 2R となり、元来た方向へ戻る。
3次元、すなわち鏡3枚の場合はやや複雑だが2次元の場合と基本的に同じであり、上下左右どちらからの光も元の方向に戻る。この性質を再帰性反射という。

## 応用例

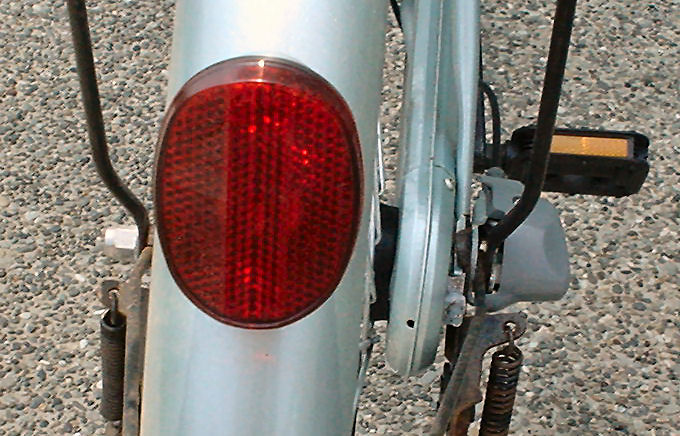
自転車後部（赤）、ペダル（黄）の反射器

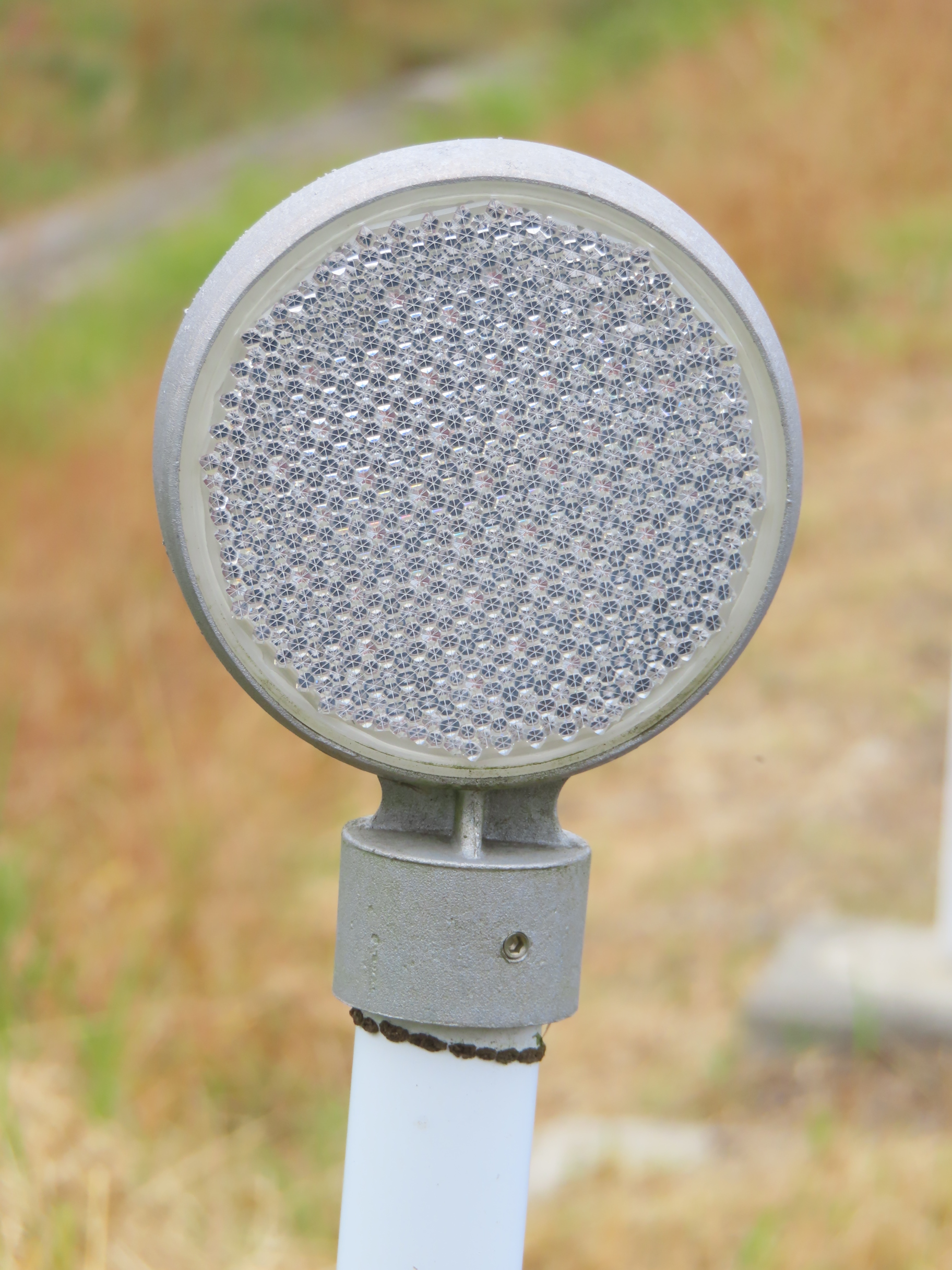
視線誘導標（白色）

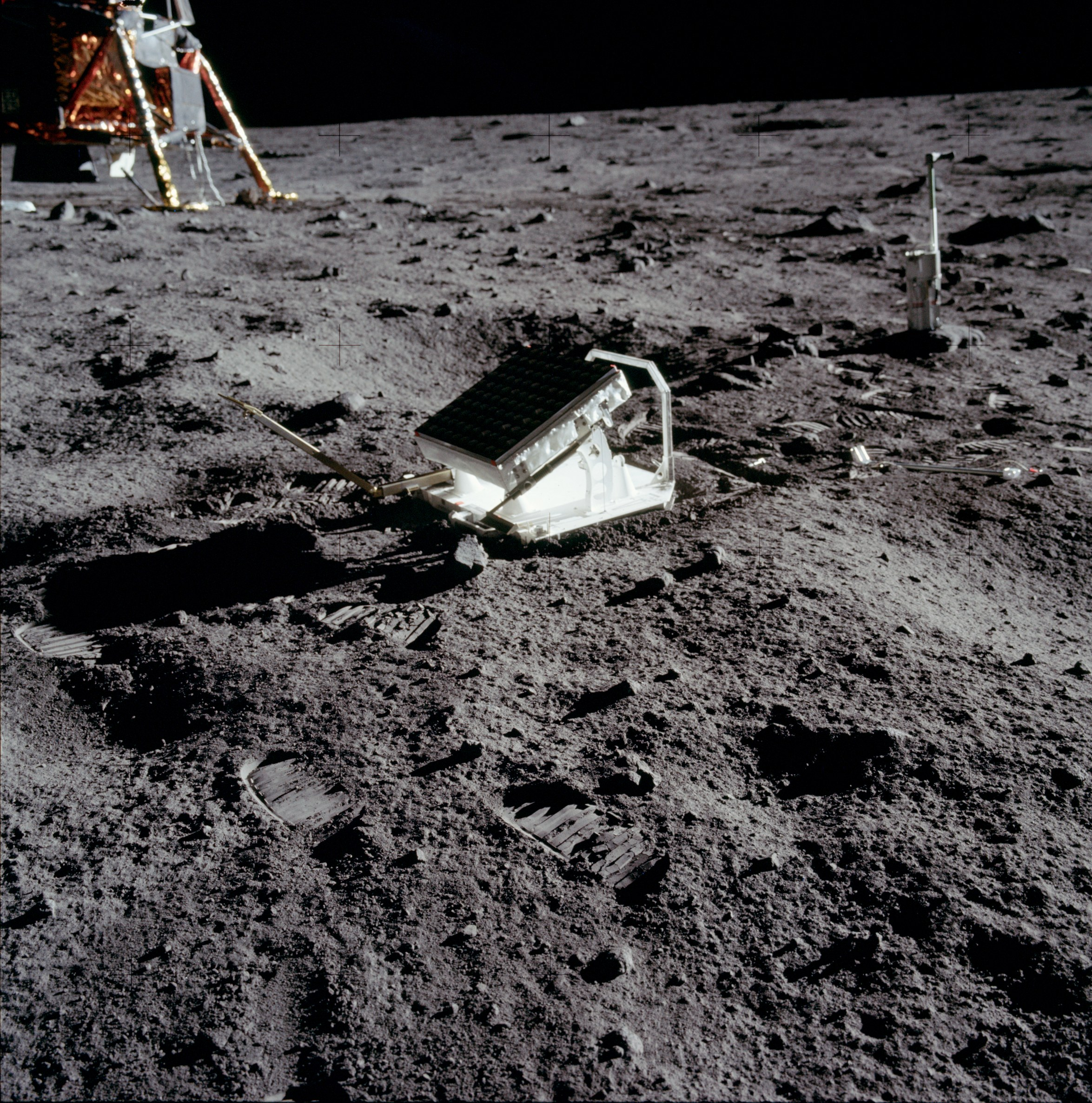
アポロ11号が月面に設置したレーザー反射鏡

身近には、道路や車両に取り付けられている反射板がある。小さなコーナーキューブを多数並べたもので、プラスチック製が多い。夜間、それ自体は発光しないが、自動車のヘッドライトなどを受けて反射し、路肩や分離帯、他の車両の位置を運転者に知らせる。通常、道路用は黄色、車両用は前方が白もしくは黄色で後方は赤と黄色である（車両は保安基準により、半分より前においては反射も含めて赤い光を出してはならない）。
自転車では、後部の他、ペダルや車輪のスポークについている場合もある。自動車ではコーナーキューブ・プリズムとして、テールランプやブレーキランプのレンズと兼用になっていることが多い。点灯走行中は必要ないが、駐車などで消灯時に必要となる。
より高い精度のものは測量に用いられる。キューブも単体でガラス製が多い。レーザー光を当てその帰ってくるまでの時間から長さを測定する。遠距離の例では、アポロ宇宙船（11号、14号、15号）が月面にコーナーキューブによるレーザー反射鏡を設置しており、地球からレーザーを発射して月までの距離の測定に用いられている。また、1986年8月14日にH-Iロケット1号機で打ち上げられたEGS（愛称「あじさい」）は多数のコーナーキューブを直径2.15mの球面に配置した測地衛星（受動式）である。
電波では、1mほどのアルミ箔を貼った板でコーナーキューブをつくりスペースシャトルから地表を測量したことがある。（Shuttle Radar Topography Mission）

### レーダーリフレクター
レーダーコーナーリフレクターは、レーダーから放射されるマイクロ波をレーダーアンテナの方向に意図的に反射させる装置となる。このため、レーダー画面上では強い反射波（応答波）を示す。コーナーリフレクターは、3枚の導電性メタルシートまたは、スクリーンを90°の角度で貼り合わせ、前方から入射した電波を平行に反射させる目的で角（コーナー）が形成されている。あらゆる方向から入射する電波を反射させるコーナーリフレクターを製作するには、8個のコーナーリフレクターを背中合わせに配置し、八面体（ダイヤモンド形状）に形成する。また、反射面は入射する波長より大きくなければ機能しない。
海事業界では、船橋、ブイ、船舶、特に救命ボートに設置されることによって船舶のレーダー画面上で明瞭に表示される。コーナーリフレクターは、海面から少なくとも4.6 m（15フィート）の高さが推奨されていることから主にマストなどに設置される。これにより、4.5海里（約8キロ）の最小反射距離を得ることが可能となる。また、海上レーダーは波長2.5 - 3.75 cmのXバンドマイクロ波を使用するため、30cm以下の小型反射板が使用される。航空業界では自機レーダー上で映る様、地方の滑走路や自家用滑走路などにコーナーリフレクターを設置している例がある。

## リバーサルミラー
コーナーキューブの原理を応用したものにリバーサルミラーがある。これは直角に組み合わせた2枚の鏡である。通常の鏡は左右が逆転（正確には前後が逆転）して見えるが、リバーサルミラーでは左右を保ったままで自らの像が映る（他人の目やカメラに映るままの姿が見える）。
「#原理」にある、2次元コーナーキューブでの光の軌跡を見ればわかるように、このような鏡では右の鏡に入射した光が左の鏡から出ていき、逆に左の鏡に入射した光は右の鏡から出てくる。このため前後と左右の両方が反転し、結果的に対象を客観的に見た映像が得られる。
なお、リバーサルミラーは美容用として簡単に入手できるが、右手を動かすと向かって左の手が動くなど、一見して反転して見え、また、我々の多くは普段用いる左右逆転した鏡の像に慣れており、またそれを参考にして化粧をしたり顔面の無意識の補正を行っているため、リバーサルミラーに映る像を見ると強い違和感を覚える。特に、通常の鏡像では気付かなかった顔面・頭部の歪みを感じることが多い。

## 同じ機能の装置

2種類の再帰反射装置の比較

ガラス球に対しても光がコーナーキューブと同様の再帰性反射をする。微細なガラスビーズを塗料に混ぜることで暗闇でも明るい交通標識や安全目的の衣類に用いられる。また、その明るさを生かして映写機などのスクリーンに使用される場合もある（ビーズスクリーン）。